# Campionato irlandese di baseball
La Irish Baseball League rappresenta il massimo campionato Irlandese di baseball la sua fondazione risale al 1997 vi partecipano 6 squadre e copre sia l'Irlanda del Nord sia la Repubblica d'Irlanda.

## Storia
Il baseball in Irlanda si sviluppò intorno al 1990, in quel periodo vi era un campionato di livello amatoriale giocato tra Dublino e Greystones in campi di rugby e calcio. Da allora il numero di praticanti aumentò fino a costituire l'attuale Irish Baseball League la quale ricopre città come Dublino, Greystones, Belfast, Cork e Kerry, squadre di giovani si stanno sviluppando in Portstewart e Portrush, nel nord Irlanda.
Il primo incontro internazionale venne giocato contro la nazionale della Repubblica Ceca la quale vinse di misura 23-2.
Da allora il livello tecnico andò aumentando fino a raggiungere una medaglia di bronzo nel 2004 in Germania e un quarto posto nel 2006 in Belgio nel gruppo B dei campionati europei di baseball. The Emerald Diamond, un film documentario realizzato nel 2006, raccoglie tutta la storia del baseball irlandese e della sua nazionale.

## Club del 2020, locazione e campi
Il O'Malley Fields nel Corkagh Park in Clondalkin, nel Nord Dublino rappresenta il centro nevralgico del baseball irlandese, la maggior parte degli incontri, sia nazionali che internazionali dalla nascita dello sport, in Irlanda, venne giocata in quel campo.
- Dublin Hurricanes, Corkagh Park
- Dublin Spartans, Corkagh Park
- Belfast Northstars, Campo di baseball di Hydebank
- Belfast Bucaneers, Campo di baseball di Hydebank
- Clones Comets, The Peace Link
- Cork City Cosmos, Cork Showgrounds
- Mariners Baseball, Shanganagh Park
- Ashbourne Baseball Club, International Baseball Centre

## Albo d'oro
La squadra più titolata sono i Dublin Spartans con ben 7 titoli nazionali.
- 2020 - Mariners Baseball
- 2019 - Dublin City Hurricanes
- 2018 - Dublin City Hurricanes
- 2017 – Dublin City Hurricanes
- 2016 – Dublin City Hurricanes
- 2015 – Dublin City Hurricanes
- 2014 – Mariners Baseball
- 2013 – Spartans
- 2012 – Spartans
- 2011 – Spartans
- 2010 – Spartans
- 2009 – Spartans
- 2008 - Spartans
- 2007 - Spartans
- 2006 - Spartans
- 2005 - Hurricanes
- 2004 - Spartans
- 2003 - Hurricanes
- 2002 - Spartans
- 2001 - Panthers
- 2000 - Spartans
- 1999 - Spartans
- 1998 - Panthers
- 1997 - The Dukes

## Premi individuali

### MVP Irlandese
Previous winners of The 'Andy Leonard 'League MVP Award include:
- 2006,  Darran O'Connor (Dublin Spartans)
- 2005,  Steve Divito (Dublin Hurricanes)
- 2004,  Darragh Jones (Greystones Mariners)
- 2003,  Tom Kelley (Dublin Hurricanes)
- 2002,  Chaime Cuevas (Dublin Spartans)
- 2001,  Matt Gabe Walker
- 2000,  Marious Varitek
- 1999,  Tom Kelley (Dublin Hurricanes)
- 1998,  Ken McCarthy (Dublin Panthers) **
- 1997,  None given

### Miglior Lanciatore
- 2008,  Andre (Dublin Spartans)
- 2007,  Andre (Dublin Spartans)
- 2006,  Chaime Cuevas (Dublin Spartans)
- 2005,  Shawn Miskiman (Greystones Mariners)
- 2004,  Cormac Eklof (Dublin Hurricanes)
- 2003,  Chaime Cuevas (Dublin Spartans)
- 2002,  Eoin O'Connor (Dublin Blacksox)
- 2001,  Simone Espansionismo
- 2000,  None given
- 1999,  Greg Modaro (Dublin Panthers)
- 1998,  Noel Mitchell (Dublin Spartans)
- 1997,  None given